# Landsat

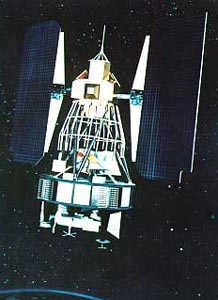
Landsat 1, 2, 3 (künstlerische Darstellung)

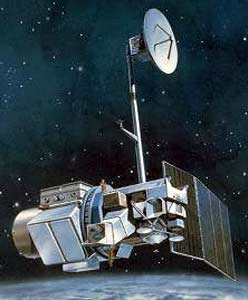
Landsat 4, 5 (künstlerische Darstellung)

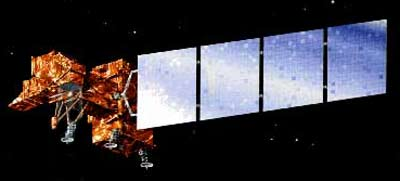
Landsat 6, 7 (künstlerische Darstellung)

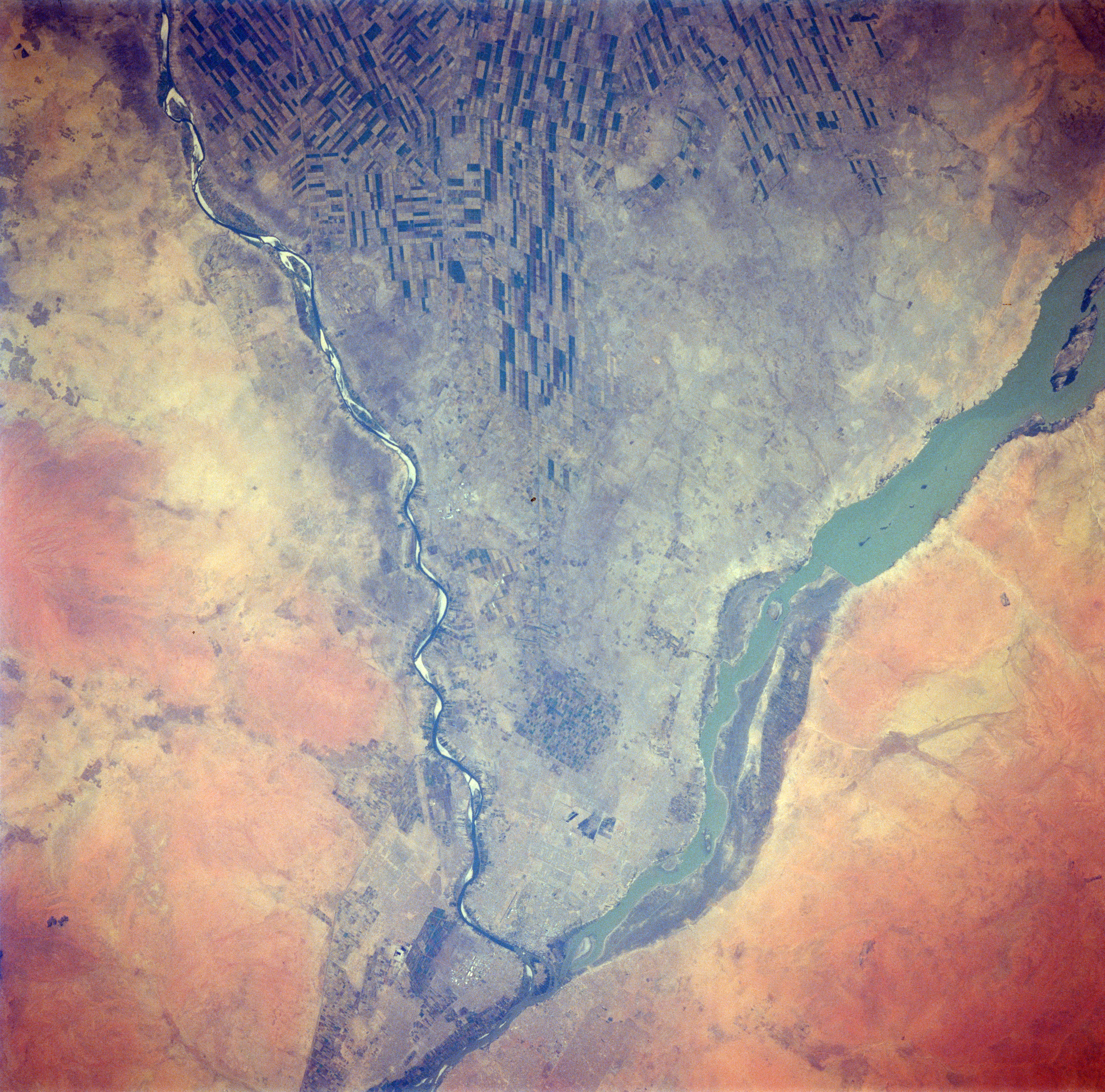
Landsat-Bilddatensatz einer Wüste (1995)

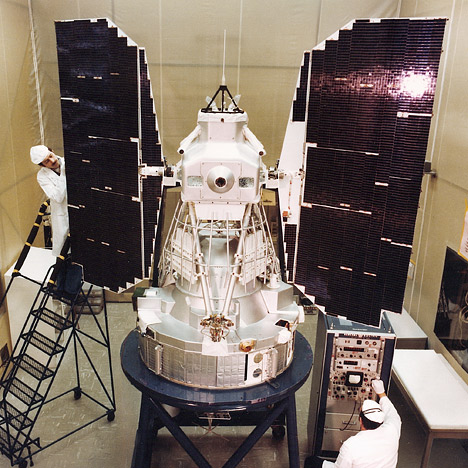
Landsat 3 im Reinraum (1977)

Die Landsat-Satelliten sind eine Serie von zivilen Erdbeobachtungssatelliten der NASA zur Fernerkundung der kontinentalen Erdoberfläche sowie der Küstenregionen.
Sie dienen hauptsächlich der Kartierung natürlicher Ressourcen und der Erfassung von Veränderungen, welche durch natürliche Prozesse und menschliches Handeln verursacht werden. Seit 1972 sind acht Satelliten (davon ein Fehlstart) dieser Serie gestartet worden, die sich auf vier Baureihen verteilen.
Die Fernerkundungsplattform zeichnet mit verschiedenen Sensoren sogenannte Fernerkundungsdaten auf.
Das Landsat-Programm hat seinen Ursprung in der Zeit der Apollo-Mondlandungsmissionen in den 1960er Jahren, als zum ersten Mal Bilder der Erdoberfläche aus dem Weltraum gemacht wurden. 1965 machte der damalige Direktor der United States Geological Survey (USGS), William Pecora, den Vorschlag, ein Fernerkundungssatelliten-Programm ins Leben zu rufen, um somit Daten über die natürlichen Ressourcen der Erde zu erhalten. Im selben Jahr begann die NASA mit Hilfe von Instrumenten, die auf Flugzeugen platziert wurden, mit der methodischen Fernerkundung der Erdoberfläche. Im Jahr 1970 erhielt die NASA schließlich die Erlaubnis zum Bau eines Satelliten. Bereits zwei Jahre später wurde Landsat 1 gestartet und es konnte mit der Fernerkundung begonnen werden.

## Satellitenstarts

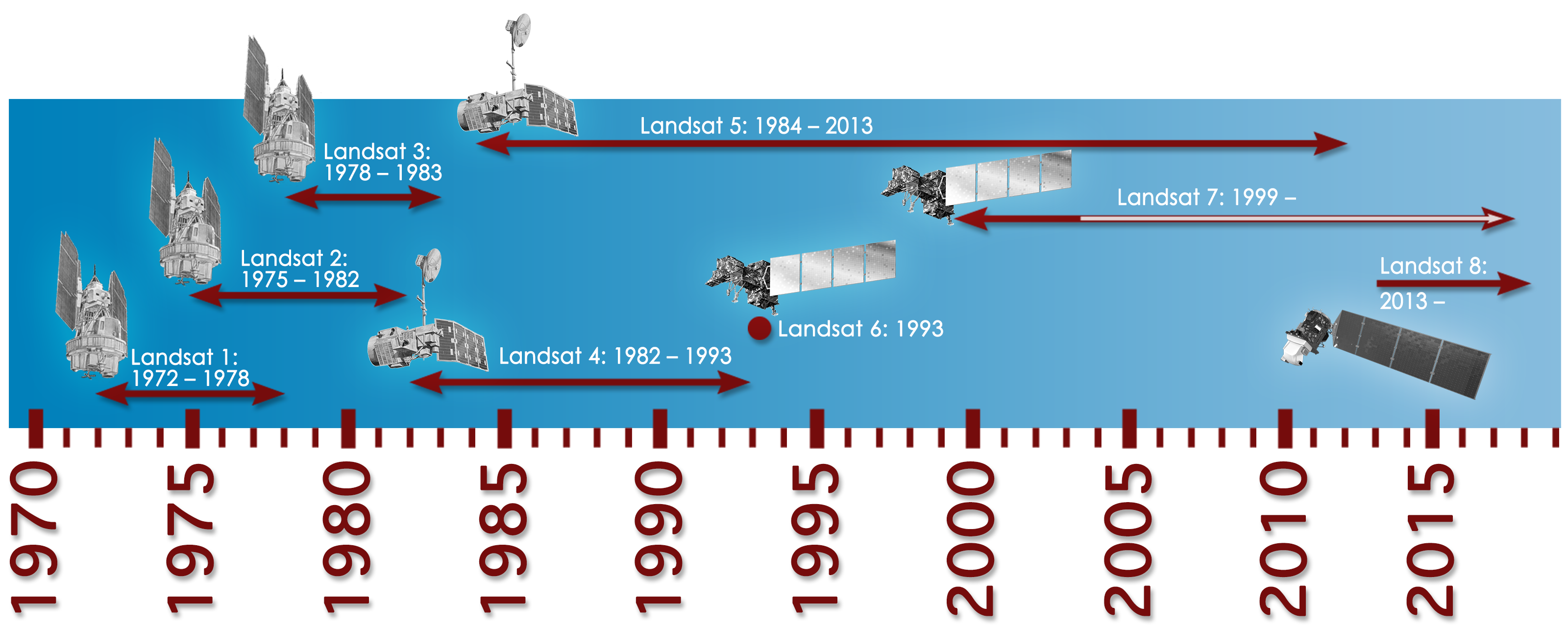
Zeitleiste des Landsat-Programms

- 1972 startete der auf Basis eines Nimbus-Wettersatelliten entwickelte “Earth Resources Technology Satellite-1 (ERTS-1)”, 1975 wurde er in Landsat 1 umbenannt. Instrumente: RBV (Return Beam Vidicon) und MSS (Multispektralscanner). 1978 ging er außer Betrieb.
- 1975: Landsat 2 startete mit den gleichen Instrumenten. 1983 außer Betrieb.
- 1978 startete Landsat 3. RBV panchromatisch statt multispektral, MSS mit Thermalband, 1983 außer Betrieb.
- 1982: Landsat 4 mit MSS und TM (Thematic Mapper), wegen Problemen vorgezogener Start von Landsat 5, 1987 außer Betrieb.
- 1984: Landsat 5 mit MSS und TM. Seit ca. 2004(?) keine Bilder mehr von Afrika und Südamerika. Vom 26. Nov. 2005 bis Jan. 2006 Probleme mit dem Stellmotor für die Sonnenpaneele. Landsat 5 hält mit knapp 29 Jahren den Rekord für die längste Einsatzdauer eines Erdbeobachtungssatelliten.[1] Nach dem Ausfall eines Ersatz-Gyroskops wurde das Ende des Satelliten beschlossen. Am 5. Juni 2013 wurde das letzte Kommando an den Satelliten gesendet.[2]
- 1986: Mit dem französischen Spot bekam die Landsat-Serie erstmals Konkurrenz durch einen weiteren zivilen Betreiber von Erderkundungssatelliten. LANDSAT 5-Aufnahmen kosteten 1986 ca. 80 bis 500 US-Dollar.
- 1993: Landsat 6 mit ETM, ging beim Start verloren.
- 1999: Landsat 7 mit ETM+ (Enhanced Thematic Mapper), seit Ende 2003 mit deutlich verringerter Bildqualität, weil der Scan Line Corrector ausfiel.
- 2001: Der experimentelle Nachfolgesensor ALI wurde gestartet.
- 2008: Planungen für einen Start der Landsat Data Continuity Mission (LDCM) beginnen
- 2013: Landsat 8 gestartet.
- 27. September 2021: Landsat 9 gestartet.[3]

Landsat 1 bis 5 und 7 wurden mit Delta-Raketen gestartet. Landsat 6 flog mit einer Titan-23G-Rakete. Die LDCM-Mission wurde auf einer Atlas-V-Rakete gestartet.

## Bedeutung der Fernerkundungsdaten
Das Landsat-Programm liefert seit seinem Start grundlegende Kenntnisse über die Erdoberfläche. Durch die Detailtreue der Landsat-Bilder ist es den Forschern möglich, Aussagen über beispielsweise das städtische Wachstum, die landwirtschaftliche Bewässerung und die tropische Entwaldung über das ganze Jahr hinweg zu treffen. Auch zum besseren Verständnis der Entwicklung der Korallenriffe und der antarktischen Gletscher trägt das Programm erheblich bei.
1982 zeigte die Ocean Earth Construction and Development Corporation mit Niederlassungen in New York und Düsseldorf der Weltöffentlichkeit durch Landsat Bildaufnahmen vom Falklandkrieg. Der Firmengründer Peter Fend verkaufte die Aufnahmen an US-amerikanische und europäische TV-Sender.
1983 veröffentlichte John M. Miller, ein Geophysiker an der University of Alaska, Aufnahmen von Landsat, die eine Rettungsaktion in der Arktis zeigten, bei der Eisbrecher der sowjetischen Marine versuchten, 50 eingeschlossene Schiffe aus dem Packeis zu befreien. 1984 veröffentlichte Miller Aufnahmen, die zeigten, wie sowjetische U-Boote neuartige Raketentests in der Arktis nahe der Wrangelinsel durchführten. Im Ernstfall sollten die an Bord befindlichen Atomwaffen durch Öffnungen im Packeis abgefeuert werden.
Im März 1985 berichtete die New York Times, dass Japan Landsat-Aufnahmen zur Aufklärung von militärischen Aktivitäten der Sowjetunion in Sibirien und im Pazifik nutzte.
Landsat-Satelliten dienen auch den Zielen der Internationalen Charta für Weltraum und Naturkatastrophen.
Die gewonnenen Kenntnisse werden in der Regel kartiert. Paul Lowman zeichnete im Jahr 1972 die erste Karte basierend auf einer Landsat-Fotografie. Gesammelte Informationen dienten außerdem als Basis für eine Serie von Karten tektonischer Aktivitäten, letztere datiert auf das Jahr 2003. Der größte Teil der Erdoberfläche bei Online-Kartenportalen wie z. B. Google Maps (Earth), MSN Maps oder Yahoo Maps wird durch aufbereitete Landsat-7-Satellitenbilder dargestellt.
Welche Bilddaten verfügbar sind, erfährt man über verschiedene Quellen (s. a. Weblinks):
- Eurimage EiNet enthält Daten von Landsat TM und Quickbird mit Quicklooks
- DESCW enthält auch ältere MSS-Daten, wenn auch ohne Quicklooks, und weitere Satellitensysteme
- USGS EarthExplorer ebenso mit Quicklooks

### Landsat Data Continuity Mission
Nachdem 1999 der bisher letzte der insgesamt sieben Landsat-Satelliten in die Erdumlaufbahn gebracht worden war, laufen seit dem Jahr 2008 Planungen für die so genannte Landsat Data Continuity Mission (LDCM). Ziel dieses Programms soll die Weiterführung von Datenaufzeichnungen über die Oberfläche des Planeten sein, und es wird die 40-jährige Geschichte der Landsat-Missionen unter einem neuen Namen fortsetzen. Die LDCM ist ein Kooperationsprojekt der NASA und der US Geological Survey (USGS).
Die Aufnahmen der LDCM werden eine Auflösung von rund 15–100 Metern abdecken und können vor allem für  die Beobachtung von Flächennutzungsänderungen (land use change), die Auswertung von Landveränderungen z. B. nach Flutkatastrophen sowie allgemein für die Beobachtung von Wassernutzung weltweit genutzt werden.
Durch die Fortführung dieser Aktivitäten ermöglicht es die LDCM, die Bereiche der Geo- und Klimaforschung mit analysefähigen Daten zu versorgen. Der neue LDCM-Satellit stellt somit quasi den achten Landsat-Satelliten dar. Sein Start erfolgte am 11. Februar 2013. Der Satellit wurde mit einer Atlas-V-401-Rakete in den Erdorbit auf eine Höhe von rund 705 Kilometern gebracht.
Der neue Landsat-Satellit ist mit zwei Arten von Instrumenten ausgerüstet:
1. der so genannte „Operational Land Imager“ sowie
2. ein Sensor für die Erfassung der elektromagnetischen Abstrahlung des Planeten im Infrarot-Bereich.

Der „Operational Land Imager“ verfügt im Vergleich zu seinen Vorgängern über zwei weitere Spektralbereiche: Während der eine sich besonders gut für das Aufspüren von Cirrus-Wolken eignet, soll der andere vor allem der Beobachtung von Küstenregionen dienen.
Die Infrarotkamera TIRS (Thermal Infrared Sensor) des Satelliten arbeitet auf zwei weiteren Spektralbereichen im langwelligen Infrarot-Bereich, welcher vorher von den Landsat-Satelliten 4–7 abgedeckt worden war. Als weitere Verbesserung im Vergleich zu seinen Vorgängern wird der Satellit der LDCM 400 Aufnahmen pro Tag an die Bodenstation senden und damit die Erfassungsleistung der alten Landsat-Satelliten um bis zu 150 Aufnahmen pro Tag übertreffen. Hierdurch erhöht sich nicht zuletzt die Chance, wolkenfreie Aufnahmen der Erdoberfläche zu erhalten.

## Orbit
Landsat 1–3: 907–913 km, Landsat 4–7 705 km Orbithöhe

Quasipolarer, sonnensynchroner Orbit mit 99,2° Inklination (Landsat 1–3) bzw. 98,2° (Landsat 4–7). Das bedeutet, dass jedes Gebiet immer zur gleichen Uhrzeit überflogen wird.

Äquatorüberflug: 9:30 Uhr lokale Zeit (Landsat 1–5) bzw. 10:00 lokale Zeit (Landsat 7), d. h. weitestgehend gleichbleibende Aufnahmebedingungen

Ein Umlauf um die Erde dauert ca. 100 Minuten, also 14 Umläufe pro Tag.

Der beobachtete Streifen Land hat eine Breite von 185 km, so dass alle 18 (Landsat 1–3) bzw. 16 Tage (Landsat 4–7) das gleiche Gebiet beobachtet wird.

## Instrumente
RBV multispektral (Landsat 1, 2):

Band 1: 0,475–0,575 µm, Blau-Grün

Band 2: 0,580–0,680 µm, Rot

Band 3: 0,690–0,830 µm, Nahes Infrarot

Auflösung: 80 m
RBV panchromatisch (Landsat 3):

Band A: 0,505–0,750 µm

Auflösung: 80 m
|                        | LANDSAT 1 – 3 | LANDSAT 4 & 5 | LANDSAT 7 | LANDSAT 8 |
| ---------------------- | --- | --- | --- | --- |
| Abtast-System          | Multispectral Scanner (MSS)                                                                                            | Thematic Mapper (TM) | Enhanced Thematic Mapper Plus (ETM+) | Operational Land Imager (OLI) und Thermal Infrared Sensor (TIRS) |
| Betrieb                | seit 1972 | seit 1982 | seit 1999 | seit 2013 |
| Pixelgröße             | 79 × 79 m | 30 × 30 m | 30 × 30 m | 30 × 30 m |
| Spektralkanäle         | 1 (4) 0,50–0,60 µm, Grün 2 (5) 0,60–0,70 µm, Rot 3 (6) 0,70–0,80 µm, nahes Infrarot 4 (7) 0,80–1,10 µm, nahes Infrarot | 1 0,45–0,52 µm, Blau-Grün 2 0,52–0,60 µm, Grün 3 0,63–0,69 µm, Rot 4 0,76–0,90 µm, nahes Infrarot 5 1,55–1,75 µm, mittleres Infrarot 7 2,08–2,35 µm, mittleres Infrarot | 1 0,45–0,52 µm, Blau-Grün 2 0,53–0,61 µm, Grün 3 0,63–0,69 µm, Rot 4 0,78–0,90 µm, nahes Infrarot 5 1,55–1,75 µm, mittleres Infrarot 7 2,09–2,35 µm, mittleres Infrarot | 1 0,433–0,453 µm, Küste und Aerosol 2 0,450–0,515 µm, Blau 3 0,525–0,600 µm, Grün 4 0,630–0,680 µm, Rot 5 0,845–0,885 µm, nahes Infrarot 6 1,560–1,660 µm, mittleres Infrarot 7 2,100–2,300 µm, mittleres Infrarot 9 1,360–1,390 µm, Cirrus |
| Thermalkanal           | | 6 10,4–12,5 µm (120 × 120 m) | 6 10,4–12,5 µm (60 × 60 m) | 10 10,30–11,30 µm (100 × 100 m) 11 11,50–12,50 µm (100 × 100 m) |
| Panchromatischer Kanal | Panchromatischer Kanal                                                                                                 | | 8 0,52–0,90 µm (15 × 15 m) | 8 0,500–0,680 µm (15 × 15 m) |